# Ojime

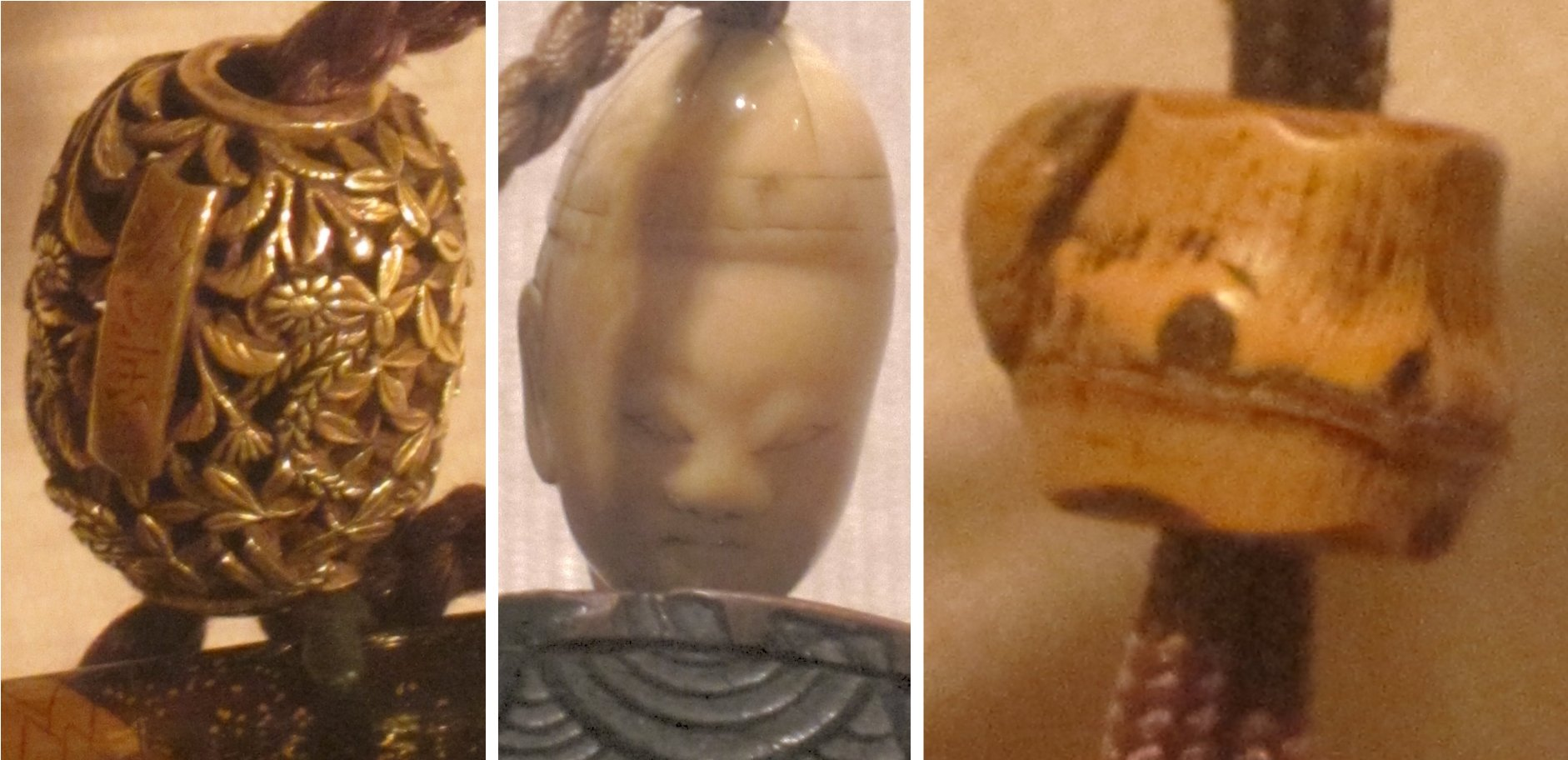
Några ojime från Honolulu Museum of Art

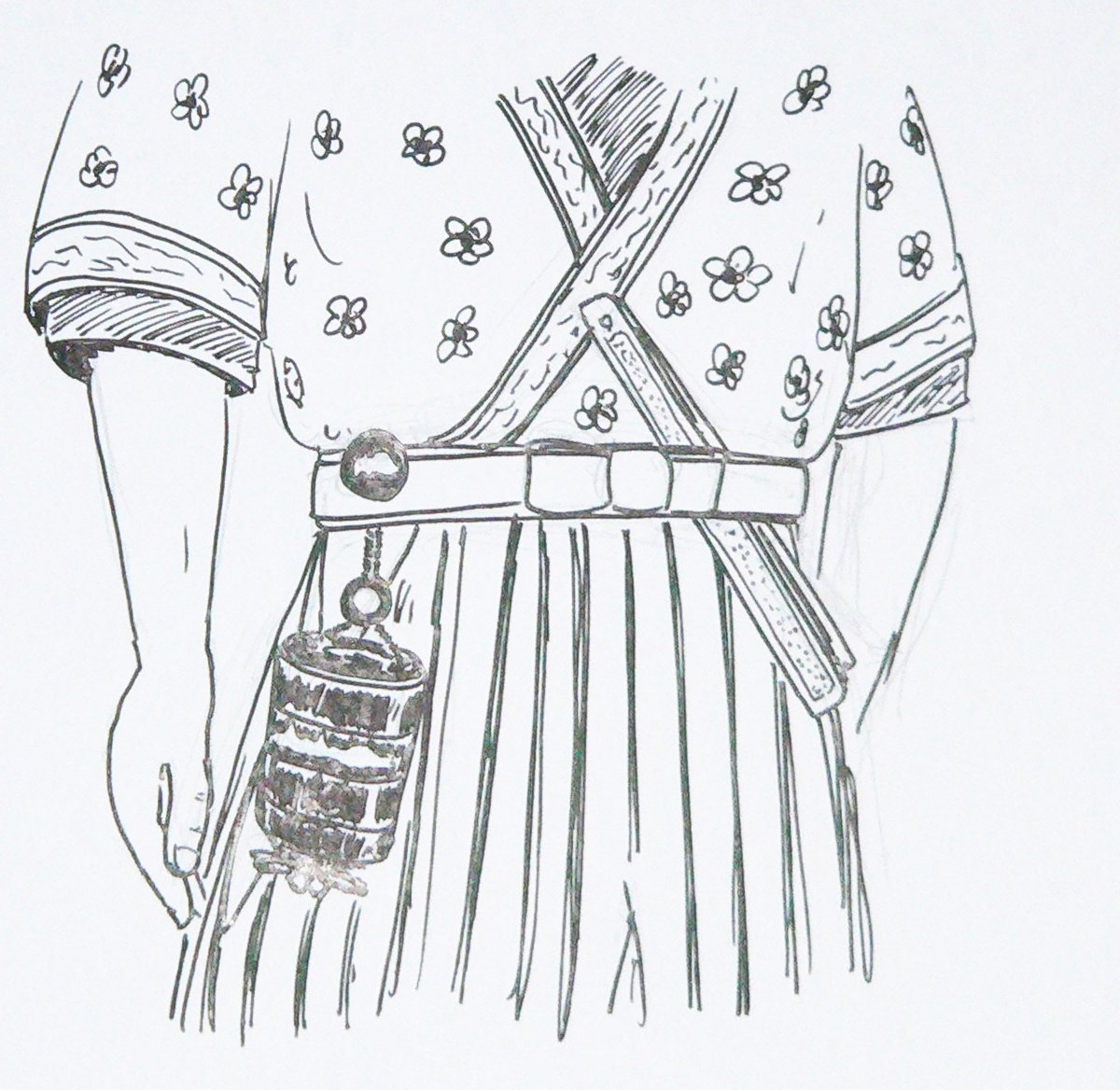
Inrō hopsnörd av en ojime hängande i snodd innanför obin från en netsuke.

Ojime  (緒締め) "snoddfästare", är en typ av konstpärla med ursprung i Japan. Den var en del av den manliga kimonon, som saknade fickor. Ojimen bärs som en löpkula mellan en sagemono och netsuke på var sin sida av obin.  
En ojime är vanligtvis under ett par cm i diameter och är oftast lika fint konsthantverk och väl skuren till en speciell form och bild som en netsuke, fastän mindre.